# Armènia zacàrida
L'Armènia zacàrida (armeni: Զաքարյան Հայաստան, Zakarian Haiastan) o principat zacàrida (armeni: Զաքարյան իշխանապետություն, Zakarian ixkhanapetutiun) és el conjunt de territoris armenis concedits en feu per la reina Tamara de Geòrgia a la nissaga dels zacàrides el 1201. Quan Aní fou conquerida pels mongols el 1236, passaren del senyoratge georgià al mongol. A partir d'aleshores, els zacàrides es mantingueren en el poder sense pena ni glòria fins a la dècada del 1330, quan Armènia es convertí en l'escenari de pugnes entre clans mongols, i desapareixen de les fonts cap al 1360.
En el sentit estricte, el període zacàrida va des del principi del segle xiii fins al 1260. Fou un temps de relativa estabilitat i prosperitat per a les ciutats armènies durant el qual es fundaren diversos monestirs i es produí un autèntic renaixement. L'ensulsiada del principat sumí Armènia en un nou episodi fosc de la seva història.

## Història

### Orígens
A partir de la segona meitat del segle x, els regnes bagràtides i arzerunis de la Gran Armènia anaren caient sota el domini de l'Imperi Romà d'Orient.